# شهرستان ماسون (ایلینوی)
شهرستان ماسون، ایلینوی (به انگلیسی: Mason County, Illinois) یک سکونتگاه مسکونی در ایالات متحده آمریکا است که در ایلینوی واقع شده‌است.

## خصوصیات
شهرستان ماسون ۱٬۴۵۸٫۱۷ کیلومترمربع مساحت دارد.

## نگارخانه

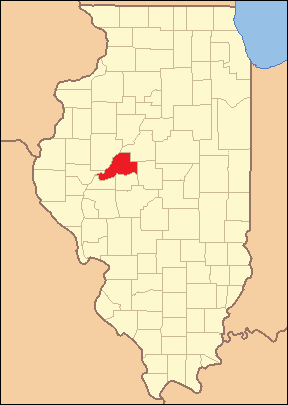